# محمد درویش (بازیکن فوتبال، زاده ۱۹۹۷)
محمد درویش (انگلیسی: Mohamed Darwish؛ زادهٔ ۲۰ فوریهٔ ۱۹۹۷) بازیکن فوتبال اهل فلسطین است.
وی همچنین در تیم‌های ملی فوتبال زیر ۲۳ سال فلسطین و فلسطین بازی کرده است.